# Kodiak (Automarke)
Kodiak war eine deutsche Automarke.

## Unternehmensgeschichte
Das Unternehmen Speed & Sport GmbH aus Stuttgart unter Leitung von Mladen Mitrović stellte 1983 auf der Internationalen Automobilausstellung in Frankfurt am Main einen selbst entwickelten Sportwagen aus. Anschließend begann die Produktion in Kleinserie. 1985 endete die Produktion.
Insgesamt entstanden sechs Fahrzeuge, von denen zwei noch existieren.

## Fahrzeuge
Das einzige Modell F1 war ein Sportwagen. Das Coupé mit Flügeltüren ähnelte dem Mercedes-Benz C 111. Die Karosserie bestand aus mit Aramid- („Kevlar“) und Kohlenstofffasern verstärktem Kunststoff. Im ersten Fahrzeug sorgte ein V8-Motor von Chevrolet mit 5400 cm³ Hubraum und 348 PS (256 kW) Leistung für den Antrieb.
Weitere Fahrzeuge mit dem Chevrolet-Motor folgten. Andere Exemplare entstanden mit einem Motor von Daimler-Benz mit 6000 cm³ Hubraum und 550 PS (405 kW) Mit diesem Motor war das Leergewicht mit 1000 kg angegeben, und die Beschleunigung von null auf 200 km/h mit weniger als zehn Sekunden. Das Fahrzeug gab es auch ohne Motor, sodass der Käufer einen Motor seiner Wahl montieren konnte.